# هندلانه
هندلانه (به انگلیسی: Handlana) یک روستا در پاکستان است که در پنجاب واقع شده‌است.